# Каус (река)
Каус — река в России, протекает в Омской и Тюменской областях. Устье реки находится в 108 км по левому берегу реки Малый Туртас. Длина реки составляет 76 км.

### Притоки
(км от устья)
- Малый Игильни
- Большой Игильни
- 40 км: Тентит (Ярцис)
- Иткуса
- Чёрная

## Данные водного реестра
По данным государственного водного реестра России относится к Иртышскому бассейновому округу, водохозяйственный участок реки — Иртыш от впадения реки Тобол до города Ханты-Мансийск (выше), без реки Конда, речной подбассейн реки — бассейны притоков Иртыша от Тобола до Оби. Речной бассейн реки — Иртыш.